# Spezifische Zielorgan-Toxizität
Die spezifische Zielorgan-Toxizität (engl. Specific Target Organ Toxicity, STOT) bezeichnet eine Gefahrenklasse von Chemikalien, für die die Verordnung (EG) Nr. 1272/2008 vom 16. Dezember 2008 (CLP-Verordnung) eine bestimmte Kennzeichnung und Verpackung vorschreibt.
Es wird unterschieden zwischen der spezifischen Zielorgan-Toxizität nach einmaliger Exposition (STOT SE) und nach wiederholter Exposition (STOT RE). Die Einstufungskriterien ergeben sich aus 3.8 und 3.9 des Anhangs I der CLP-Verordnung (Vorschriften für die Einstufung und Kennzeichnung von gefährlichen Stoffen und Gemischen).
Die spezifische Zielorgan-Toxizität nach einmaliger Exposition bezeichnet die spezifische nichtletale Zielorgan-Toxizität nach einmaliger Exposition, die Zielorgan-Toxizität nach wiederholter Exposition die spezifische Zielorgan-Toxizität nach wiederholter Exposition gegenüber einem Stoff oder einem Gemisch. Dazu gehören jeweils alle eindeutigen Auswirkungen auf die Gesundheit, die Körperfunktionen beeinträchtigen können, unabhängig davon, ob sie reversibel oder irreversibel sind, unmittelbar und/oder verzögert auftreten. Zur Beurteilung werden neben Tierstudien auch Erfahrungswerte beim Menschen, etwa über die Entstehung von Berufskrankheiten zugrunde gelegt.
Bei STOT SE gibt es die Kategorien SE1, SE2 und SE3, bei STOT RE nur RE1 und RE2.
Eine spezifische Zielorgan-Toxizität kann über sämtliche relevanten Expositionswege auftreten, wobei oral, dermal und inhalativ die wichtigsten sind. Betroffen sein können insbesondere folgende Organsysteme:
- Blut (Hämatotoxizität)
- Darm (Enterotoxizität)
- Herz (Kardiotoxizität)
- Hoden / Eierstöcke (Gonadotoxizität)
- Innenohr (Ototoxizität)
- Knochenmark (Myelotoxizität)
- Leber (Hepatotoxizität)
- Lunge (Pneumotoxizität)
- Nervensystem (Neurotoxizität)
- Nieren (Nephrotoxizität)